# Hérault
Hérault (IPA: [eˈʁo]; okcitán nyelven Erau) francia megye (département) Languedoc-Roussillon régióban, a Francia-középhegység déli részén. Székhelye (prefektúrája) Montpellier.

## Elhelyezkedése
A Franciaország déli részén terül el, Okcitánia régió része. A megyét északról Aveyron, nyugatról Tarn és Aude, keletről pedig Gard megyékkel szomszédos, déli határát a Földközi-tenger képezi.

## Települések
A megye legnagyobb városai a 2011-es népszámlálás alapján:

| Település           | Népesség |
| ------------------- | -------- |
| Montpellier         | 264 538  |
| Béziers             | 71 432   |
| Sète                | 43 408   |
| Lunel               | 25 277   |
| Agde                | 24 567   |
| Frontignan          | 22 526   |
| Mauguio             | 16 307   |
| Castelnau-le-Lez    | 14 948   |
| Lattes              | 15 927   |
| Saint-Jean-de-Védas | 8 716    |

## Galéria

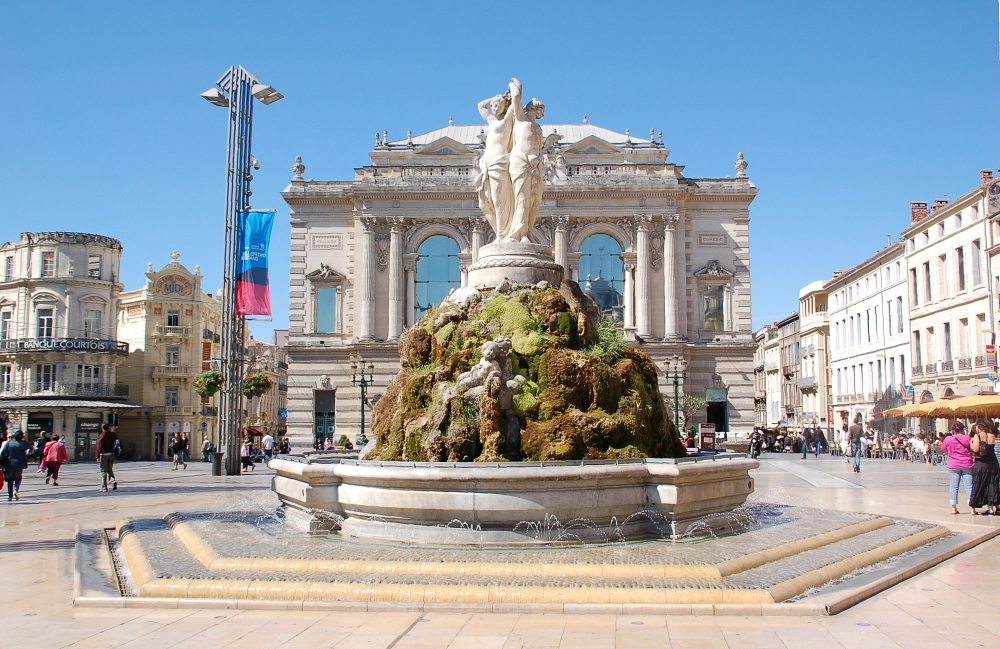
Montpellier
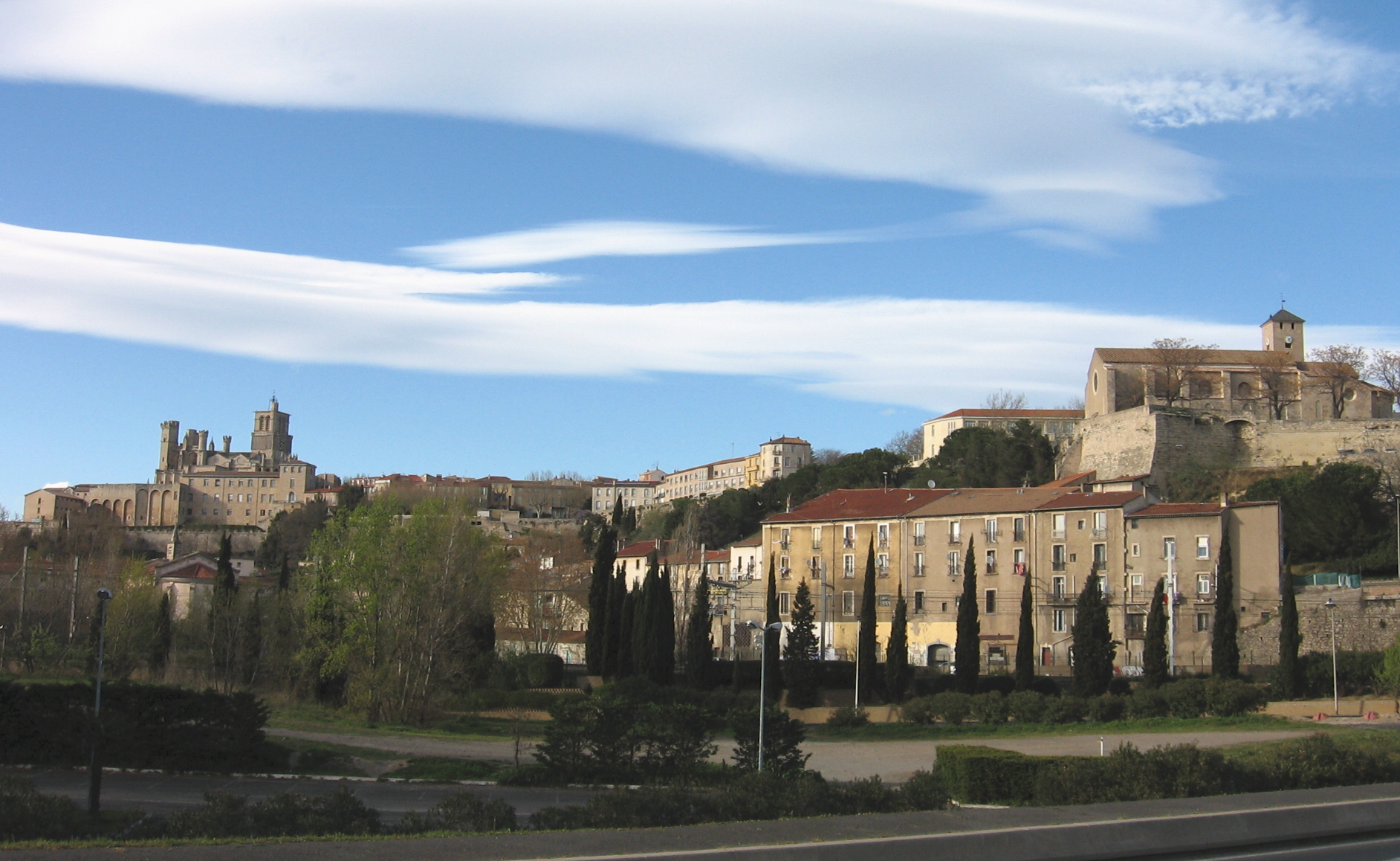
Béziers
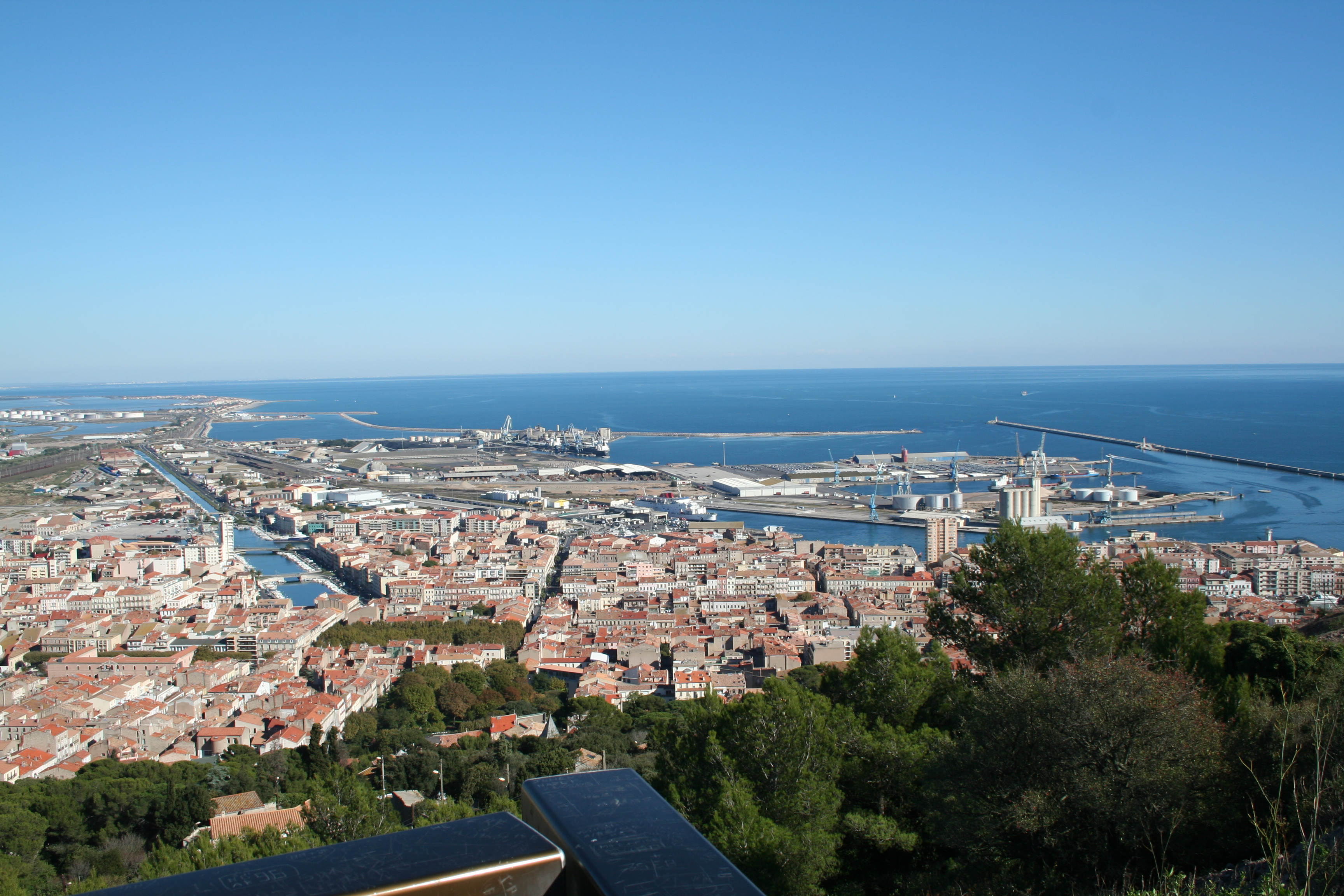
Sète
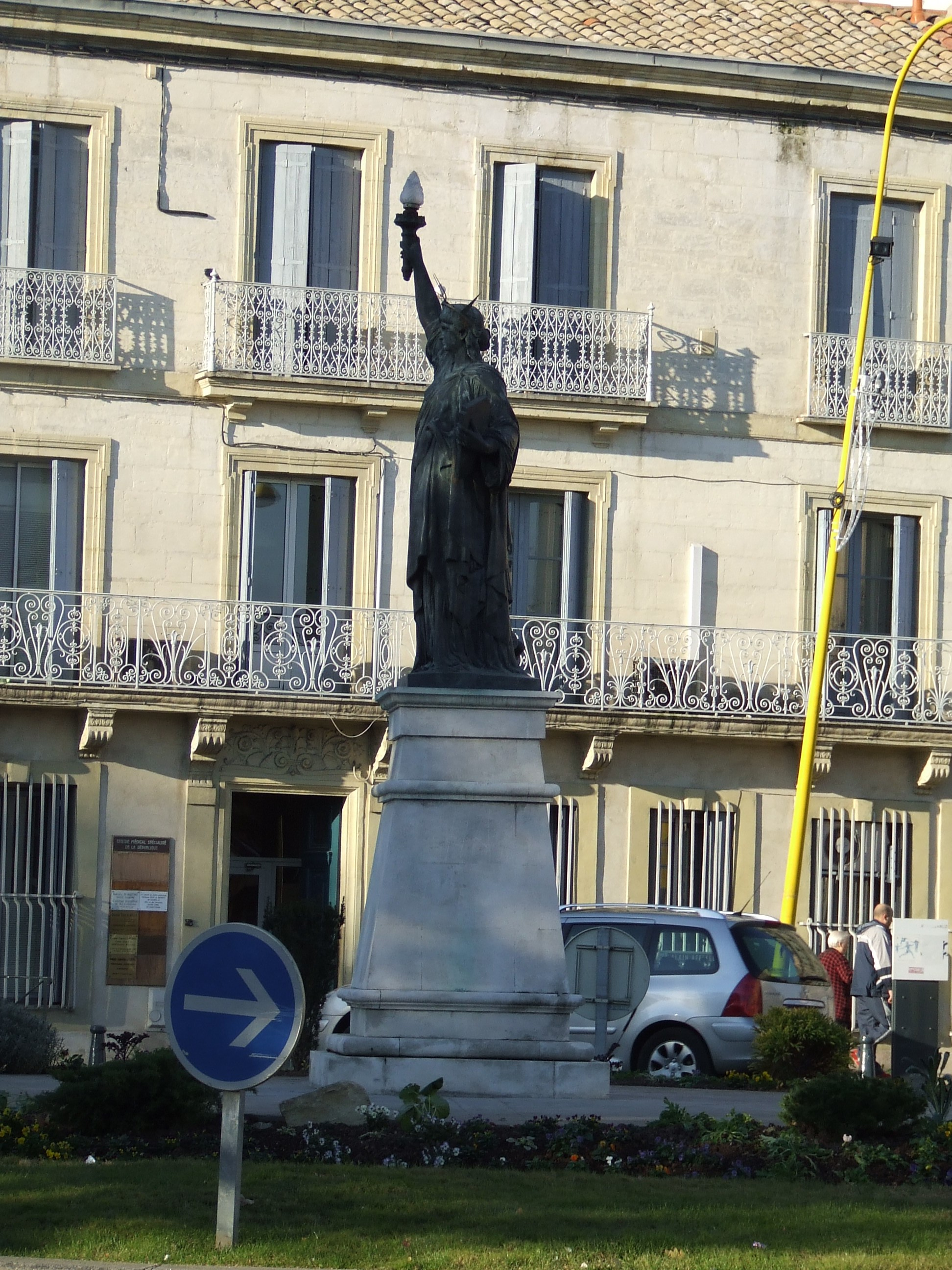
Lunel